# 교황 비오 5세
교황 비오 5세(라틴어:  Pius PP. V, 이탈리아어: Papa Pio V)는 제225대 교황(재위: 1566년 1월 7일 ~ 1572년 5월 1일)인 동시에 가톨릭교회의 성인이다. 축일은 현대전례력으로는 4월 30일이며, 전통전례력으로는 5월 5일이다. 본명은 안토니오 기슬리에리(이탈리아어: Antonio Ghislieri)이다. 기독교 역사에서 트리엔트 공의회를 통해 반종교 개혁과 라틴식 로마 전례를 표준화시킨 데 지대한 공헌을 한 교황으로 널리 알려져 있다. 비오 5세는 성 토마스 아퀴나스를 교회박사로 선포하였으며, 저명한 교회음악 작곡가인 조반니 피에르루이지 다 팔레스트리나를 후원하였다.
추기경 시절 그는 인품에 앞서 교회의 정통 교의를 수호하는 강직한 모습을 통해 사람들에게 이름이 알려졌으며, 여덟 명의 프랑스 주교들을 이단자로 기소하였다. 또한 족벌주의 문제에 있어서도 단호하게 대처하였는데, 전임 교황 비오 4세가 13세밖에 안된 자기 친족을 추기경으로 세우고 교황청의 기금을 자기 조카에게 보조금으로 지급한 사실을 비오 4세의 면전에서 공개적으로 질책하였다.
정치 분야에서 비오 5세는 잉글랜드의 엘리자베스 1세 여왕이 잉글랜드의 가톨릭 신자들을 분열시키고 박해했다는 죄목을 들어 그녀를 파문시켰다. 또한 그는 가톨릭 국가들이 오스만 제국의 위협에 맞서 신성 동맹을 결성하는데 크게 기여하였다. 오스만 제국이 강대한 군사력으로 유럽을 침략하자, 신성 동맹은 숫자적으로 열세임에도 불구하고 레판토 해전에서 오스만 제국을 패퇴시켰다. 비오 5세는 레판토 해전에서 승전을 거둔 것은 성모 마리아의 도움 덕분이라고 생각하고, 이를 기념하여 10월 7일 승리의 성모 기념일로 선포했다.

## 생애 초기
안토니오 기슬리에리는 이탈리아반도에 위치한 밀라노 공국의 보스코(오늘날의 보스코마렌고)에서 태어났다. 목동 출신인 그는 어려서부터 수도 생활을 동경하여 14세가 되자 도미니코회에 입회하여 미카엘이라는 수도명을 받았다. 처음에 그는 보게라 수도원에서 지내다가 비제바노 수도원으로 옮기고, 거기서 다시 볼로냐 수도원으로 옮겼다. 1528년 제노바에서 사제 서품을 받고 파비아로 파견되어 16년 동안 철학과 신학을 강의하였다. 파르마에서 그는 당시 이단자들의 주장을 논박하며 교황의 권위를 지지하는 서른 장의 호교 문서를 작성하였다. 도덕적으로 많이 해이해졌던 당시 도미니코회 수도원의 부원장으로서 그는 고행을 중시하였으며, 본인의 바램대로 코모 지역의 이단 심문관으로 임명되었다. 그러나 개혁에 대한 그의 열정은 곧 사람들의 격분을 불러옴에 따라 1550년에 강제로 로마로 추방당하였다. 로마에서 기슬리에리는 몇 가지 종교 재판 관련 일을 하다가 종교재판소의 정식 위원으로 등용되었다. 카라파 추기경이 교황 바오로 4세(1555~1559)로 즉위하면서 기슬리에리를 특별히 총애하여 그를 추기경과 수트리와 네피의 교구장 주교를 제수하였다. 또한 모든 이단 심문관을 총괄하는 대심문관이라는 직책을 부여하였다. 교황 비오 4세(1559~1565) 치세에 기슬리에리는 몬도비의 교구장 주교가 되었지만, 종교 재판을 완화시키고 정치와 외교 문제에 기울어진 교황의 정책에 번번이 반기를 들자 이단 심문관 직위를 박탈당하게 되었다.

## 교황

### 선출
교황 비오 4세가 선종하면서 기슬리에리는 바티칸으로 귀환하였다. 비오 4세의 선종 이후 19일간 지속된 콘클라베에서 1566년 1월 7일 기슬리에리가 다수의 표를 얻어 새 교황으로 선출되어 교황 비오 5세로 즉위하였다. 그의 즉위식은 그가 62번째 생일을 맞이한 날에 거행되었다.

### 교회 정화
비오 5세는 로마를 신앙심이 투철하고 사람들이 살기에 안전한 도시로 만들기 위해서는 무엇보다도 엄격한 규율과 도덕성을 회복하는 것이 필요하다고 인식하고, 자신이 속해 있는 도미니코회의 규율에 따라 종래의 호화스러웠던 교황청의 의식주를 간단하고 검소하게 하여 교황청을 수도원과 비슷하게 만들었다. 교황 즉위식을 중지시키고 그에 들어간 경비를 모조리 빈민 구제 및 경영이 곤란할 정도로 가난한 수도원을 원조하는 목적으로 기부하게 하였다. 게다가 그는 교황용 제의를 새로 맞추지 않고 전임 교황들의 제의를 그대로 입었으며 때때로 맨발로 로마의 성당들을 순례했다고 전해진다. 아울러 연고자 등용의 일체 금지, 성직자의 해당 부임지 상주 거주 의무화, 여인숙 규제, 동물 학대 금지, 신성모독 행위 금지, 성매매 금지 등 일련의 조치를 즉시 단행하였다. 또한 교황이라는 가장 높은 지위에 올랐으면서도 예전의 검소한 수도 생활을 평생 그만두지 않았다. 이에 따라 교황청은 도덕과 근면의 모범적인 곳이 되었으며, 교황청의 개혁이 최고조에 이르게 되었다. 사람들은 모두들 놀라는 동시에 비오 5세의 이러한 자선박애 정신에 감탄하며 칭송을 하였다고 한다. 무엇보다도 그는 교회 정책 분야 전체에 걸쳐 트리엔트 공의회 법령과 교회법의 실천, 종교재판 집행 등을 지속 유지하여 그 엄격함이 절정에 달하였다.

### 전례
트리엔트 공의회의 전례쇄신 결정에 따라 교황 비오 5세는 1570년판 로마 미사 경본을 출간하여 미사성제 양식을 새로 정비하여 하나로 표준화하였다. 비오 5세는 앞으로는 1570년판 로마 미사 경본에 따라 미사성제를 봉헌할 것을 가톨릭교회 전체에 포고령을 내렸다. 다만, 1370년 전부터 시행되었던 미사 전례 양식을 봉헌하는 성당은 제외시켰다. 비오 5세가 포고한 미사 양식은 이후 교황 바오로 6세가 1969년~1970년에 미사 양식을 개정하기 전까지 400년간 기본적으로 변함없이 지속되었다. 바오로 6세에 의해 새 로마 미사 양식(노부스 오르도)이 제정된 후, 그 이전의 미사 양식은 트리엔트 미사라는 이름으로 불리게 되었다.
미사 경본 뿐만 아니라 로마 성무일도의 개정 등 전례서의 개혁은 비오 5세의 가장 큰 업적 가운데 하나이다.

### 위그노교도
비오 5세는 가톨릭교회 내에서 교황의 수위권에 대한 반발과 공격이 잇따르고 있다는 것을 인지하고, 이를 저지하고자 하였다. 또한 개신교에 대해서도 적극적으로 반격하였다. 비오 5세는 프랑스 왕국에서 세력이 날로 강성해져가는 위그노에 대응하기 위해 몇 가지 조치를 취하였다. 그는 오데트 드 콜리니 추기경과 일곱 명의 주교들을 해임시켰으며, 개신교도들이 도성 밖에서 예배의식을 거행하는 것을 허용한 프랑스 국왕의 칙령은 무효라고 선언하였다. 그리고 가톨릭교회의 교리문답서를 도입하고, 위그도교도인 귀족들과의 모든 타협을 일체 거부하였다.

### 토스카나 대공 임명
1569년 8월 교황 비오 5세는 코시모 1세 데 메디치를 토스카나 대공으로 임명하였다. 이는 황제의 권한을 침해한 행위였으나 유럽 주요 군주들은 자국내사정으로 인해 적극적으로 반대하지는 않았다. 프랑스는 내전 중이었고 스페인은 네덜란드와 전쟁중에 프랑스의 내전에 개입한 상태였다. 영국은 프랑스 및 스페인과 동시에 전쟁을 하고 있었고 독일 황제 막시밀리안 2세도 여러 고민 속에 있었다. 시대적으로 혼란한 가운데 왕이나 다를 바 없는 대공의 자리에 코시모가 등극하는 데 누구하나 적극적으로 방해할 소지가 적은 시기였다. 교황의 조치에 스페인과 독일은 거부의사를 표했으나 프랑스와 잉글랜드는 코시모의 지위를 인정하였다.

### 엘리자베스 1세
잉글랜드 교회의 수장인 엘리자베스 1세 여왕에 대항하여 비오 5세는 투옥당한 스코틀랜드의 메리 여왕과 그녀의 지지자들을 지원하였다. 메리 여왕과 그녀의 지지자들은 이미 잉글랜드를 전복시키려는 시도를 하다가 감옥에 갇혀 지내게 되었다. 잉글랜드의 가톨릭교도들이 엘리자베스 1세에 대항해 반란을 일으켰지만 얼마 못가 실패로 끝났다. 이에 비오 5세는 1570년 2월 25일 칙서 《천상의 통치》(Regnans in Excelsis)를 반포하여 엘리자베스 1세를 이단자로 선언하고 그녀의 신하들과 백성들에게 엘리자베스 1세에 대한 충성의 의무를 면제시켜 주었다. 엘리자베스 1세는 이에 반발하여, 그동안 잉글랜드의 가톨릭 신자들이 개인적으로 미사를 봉헌하는 것에 대해 관대하게 처분하던 조치를 물리치고 가톨릭교도들을 가혹하게 박해하기 시작하였다.

### 신성 동맹

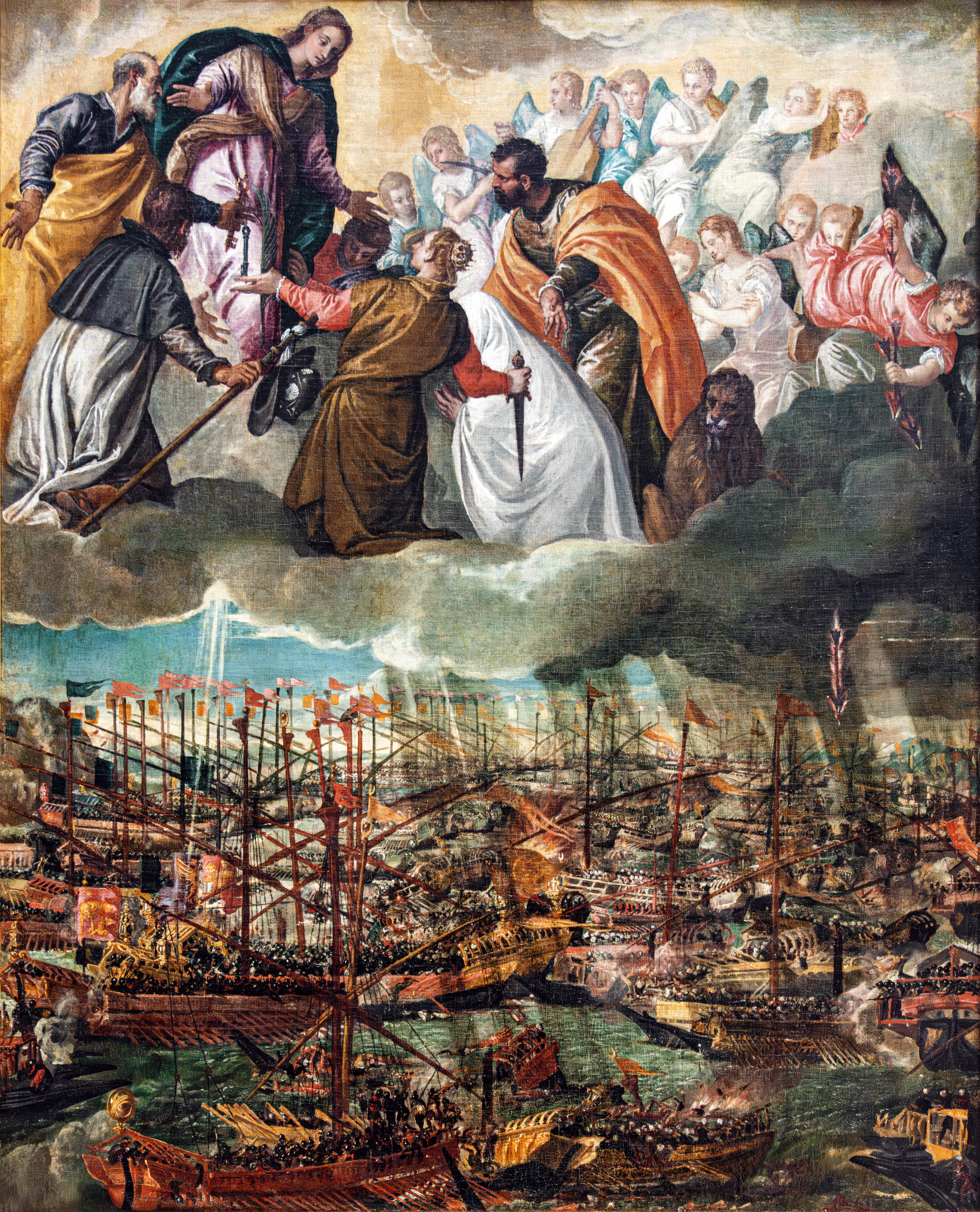
승리의 성모의 도움으로 승리한 레판토 해전.

이슬람 국가인 오스만 제국과의 대결에 있어서 비오 5세는 전 유럽의 그리스도인들과 연합하여 기독교 세계를 수호하는 데 앞장섰다. 비오 5세는 동지중해를 장악하고 있던 오스만 제국이 서쪽 지역까지 팽창하여 교황령에 가까이 접근하는 것을 저지하고 싶었다. 그래서 그의 주도 아래 신성 동맹이 결성되어 1571년 10월 7일 코린토스 만에서 신성 동맹군과 오스만 제국간에 레판토 해전이 벌어졌다. 비오 5세는 승리를 위해 모든 신자에게 묵주 기도를 바치도록 하였다. 신성 동맹군의 함대는 오스만 제국의 대함대를 맞아 치열한 전투를 벌인 끝에 격파, 대승을 거두었다. 그러자 사람들은 묵주 기도의 힘 덕분에 레판토 해전에서 승리했다고 생각하게 되었다. 그래서 이 승전을 기념하기 위해 비오 5세는 승리의 성모 축일을 10월 첫 주일에 지내게 하였다. 이어서 그는 ‘그리스도인의 도움이신 마리아’라는 칭호를 성모 호칭 기도에 첨가했다. 이에 오스만 제국의 술탄 셀림 2세는 “나는 모든 기독교 제왕들의 무력에는 꼼짝도 안 하지만, 다만 저 교황의 기도의 힘은 두려워하지 않을 수 없다.”고 하였다.

### 교황의 의복
일반적으로 비오 5세 때부터 교황이 본격적으로 하얀색 의복을 입기 시작했다고 알려져 있다. 왜냐하면 교황으로 선출된 이후, 비오 5세가 교황들과 추기경들이 입었던 기존의 붉은색 의복을 입는 대신에 자신의 하얀색 도미니코회 수도복을 입기를 고집했기 때문이다.

## 죽음과 시성

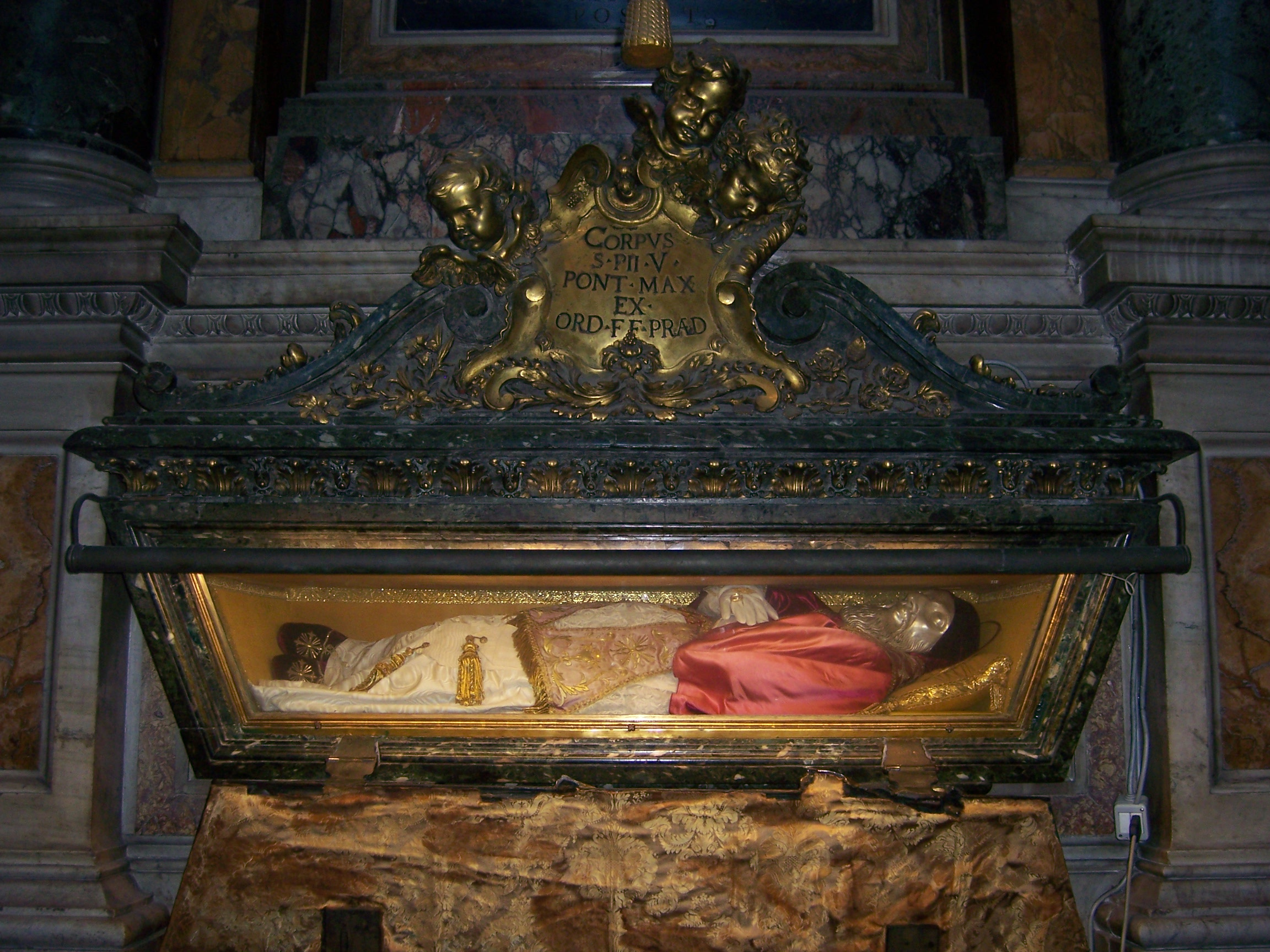
성 비오 5세의 유해가 안치된 무덤

비오 5세는 “오, 주님! 저에게 고통과 인내를 더하여 주소서.”라는 말을 남기고 1572년 5월 1일에 선종하였다. 그의 뒤를 이어 교황 그레고리오 13세(1572~1582)가 선출되어 즉위하였다. 비오 5세의 시성 조사는 1696년 도미니코회의 총장 안토닌 콜체의 노력으로 시작되었다. 안토닌 콜체는 또한 조각가 소(小)피에르 르 그로스에게 비오 5세의 유해를 안치할 새 무덤을 산타 마리아 마조레 대성전의 시스티나 경당에 만들어줄 것을 의뢰하였다. 1672년 교황 클레멘스 10세에 의해 시복되었으며, 1712년 5월 24일 교황 클레멘스 11세에 의해 시성되었다.
다음해인 1713년 처음에는 로마 전례력에서 성 비오 5세의 축일을 5월 5일로 지정하였다가, 1969년 4월 30일로 이동하였다. 4월 30일은 교황이 선종한 5월 1일 바로 하루 전날이다.

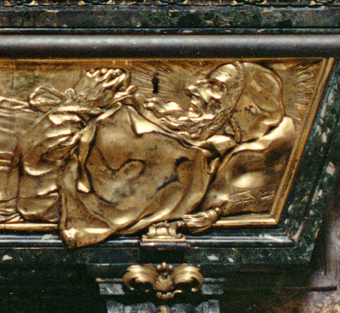
피에르 르 그로스가 조각한 성 비오 5세의 초상

비오 5세의 무덤 앞면에는 금박을 입힌 청동 재질의 뚜껑이 놓여졌는데, 그 뚜껑에 조각된 형태는 교황이 선종했을 당시의 모습을 꼭 빼닮았다. 비오 5세의 무덤은 언제라도 순례자들이 와서 그 앞에 참배할 수 있도록 공개하고 있다.
한편, 성 비오 5세 교황은 생전에 몰타의 요새 성벽의 설계를 위하여 자신의 군사 기술자인 프란체스코 라파렐리를 파견한 적이 있었는데, 이는 몰타의 수도 발레타 시의 건축에 재정적으로 큰 도움이 되었다. 이러한 전력으로 성 비오 5세는 발레타의 수호성인으로 지정되었다.

## 같이 보기
- 교황 목록